# Dilopharius otomitus
Dilopharius otomitus är en stekelart som först beskrevs av Cresson 1868.  Dilopharius otomitus ingår i släktet Dilopharius och familjen brokparasitsteklar. Inga underarter finns listade i Catalogue of Life.